# Музична нотація

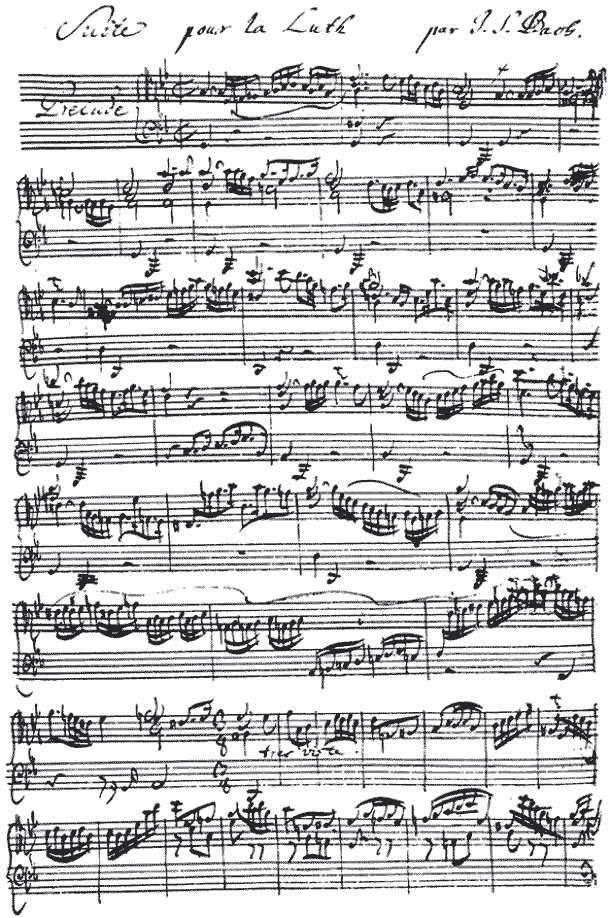
Рукопис музичної нотації Йоганна С. Баха

Музи́чна нота́ція — сукупність графічних знаків, призначених для запису музики. Пошуки способу знакової фіксації музики почалися ще в Давньому Єгипті, але тривають і досі. З розвитком музичного мистецтва і появою фігури композитора — творця музичних композицій, музична нотація стала необхідною умовою фіксації музичних творів.

## Історія
Найдавніші відомі спроби зафіксувати мелодію на письмі сягають 1–2 тисячоліть до нашої ери. Так, у Стародавньому Вавилоні використовували піктографічний запис, у Стародавньому Єгипті — складовий, а в Стародавній Греції — буквений.
Сучасний нотний запис є наслідком тривалої еволюції, початком якої можна вважати невменну нотацію, що з'явилася до VIII століття. Походження невменної нотації достеменно невідоме вичерпно, імовірно вона викристалізувалась у середньовічних чернечих хорах, для запису григоріанського хоралу. Невменні символи не вказували точної висоти і тривалості звуків, а тільки приблизний напрямок руху мелодії. Невменні позначення включали більше 20 символів, і мали свої особливості в різних регіонах, зокрема на Русі різновидом невменної нотації була знаменна нотація.
Близько 1000 року невменна нотація була вдосконалена різним вертикальним розміщенням невм in campo aperto (на полі без лінії). Пізніше було впроваджено спочатку одну горизонтальну лінію, червоного кольору, а потім другу — синього. В одинадцятому столітті Гвідо д'Ареццо впровадив до нотного письма 4 лінії. Тим не менш, його нотація ще не визначала ритмічних відносин. При цьому існували два типи графічних невменних позначень: романська (з якої виводиться сучасна) і готична (використовувалась у XIII–XV ст.), в сукупності ця система нотації називалася хоральною.
Наприкінці XII століття на зміну хоральній нотації прийшла так звана модальна нотація, розроблена школою в Нотр-Дамі. Ця нотація використовувала два наближені ритмічні значення, подвійного (imperfectio) і потрійного (perfectio) поділу. Довга тривалість іменувалася як longa, а коротка як brevis. Модальний запис передбачав 6 ритмічних малюнків, складених за зразком давньогрецьких метричних стоп, ці малюнки і визначали послідовність цих тривалостей.
Модальну нотацію змінила мензуральна нотація, що використовувалася приблизно у 1250–1600 роках. Мензуральна нотація не тільки точно визначала звуковисотні інтервалі, але також і ритмічні тривалості. Поступово збільшувалась і кількість символів, що визначають тривалість: близько 1250 почали використовувати semibrevis, а потім і дрібніші тривалості (близько 1280, Петрус де Крюс). До 1450 року використовувалась «чорна нотація» — голівки нот зафарбовувались у чорний колір. Після 1450 року поступово була введена «біла нотація», в якій голівки нот великої тривалості не зафарбовувались. Біла нотація налічувала до 8 тривалостей — maxima, longa, brevis, semibrevis, minima, semiminima, fusa або chroma, semifusa або semichroma. В мензуральній нотації окрім окремих нот з'являлись також лігатури, паузи та інші.
Сучасного вигляду музична нотація набула у XVII–XVIII століттях, хоча значення деяких знаків (наприклад крапки після ноти) могло і відрізнятися від сучасного, що створює певні складнощі для прочитання музики тієї епохи сучасними виконавцями. У другій половині XX століття ряд композиторів стали використовувати специфічні форми запису для відображення в тексті особливих ефектів звучання (звукових мас, вібрато, дестабілізації звуковисотності тощо).

## Сучасні типи нотації
Найпоширенішою стала в останні століття п'ятилінійна нотація. Її елементами є п'ятилінійний нотний стан, ключі, ноти і паузи, позначення розміру, темпу, динамічні, артикуляційні та інші позначення.
Разом з тим поряд або замість з нотною нотацією іноді використовується й інші форми запису. Наприклад, партію гітари та деяких інших струнних інструментів іноді записують табулатурою, де горизонтальні лінії відповідають струнам інструменту, а цифри на цих лініях позначають номер ладу, на якому повинна бути зіграна нота.
В теорії музики, а також для запису гармонічних функцій у джазі використовують буквенні позначення, де кожній ноті відповідає певна літера латинського алфавіту. Буквенні позначення лежать і в основі розмітки нотного запису ABC.

## Повний список музичних звуків
Нижче подається повний список використовуваних у музичній практиці звуків, розподілених по октавах.

### Субконтроктава
Охоплює звуки з частотами від 16,352 Гц (включно) до 32,703 Гц. Найнижча з чутних октав, як правило нижні щаблі цієї октави в музиці не використовуються.
У нотації Гельмгольца найменування ступенів записуються з великої літери та справа знизу ставиться цифра 2 (або два штрихи). У науковій нотації має номер 0-й
| Номер ступеня | Частота, Гц | Складове позначення за Гельмгольцем | Буквенне позначення за Гельмгольцем | Американська нотація | Сучасна музична нотація |
| ------------- | ----------- | ----------------------------------- | ----------------------------------- | -------------------- | ----------------------- |
| 1             | 16,352      | До2                                 | C2                                  | C0                   | Субконтроктава          |
| 2             | 18,354      | Ре2                                 | D2                                  | D0                   | Субконтроктава          |
| 3             | 20,602      | Мі2                                 | E2                                  | E0                   | Субконтроктава          |
| 4             | 21,827      | Фа2                                 | F2                                  | F0                   | Субконтроктава          |
| 5             | 24,500      | Соль2                               | G2                                  | G0                   | Субконтроктава          |
| 6             | 27,500      | Ля2                                 | A2                                  | A0                   | Субконтроктава          |
| 7             | 30,868      | Сі2                                 | H2                                  | B0                   | Субконтроктава          |

### Контроктава
Охоплює звуки з частотами від 32,703 Гц (включно) до 65,406 Гц.
У нотації Гельмгольца найменування ступенів записуються з великої літери та справа знизу ставиться цифра 1 (або один штрих). У науковій нотації має номер 1.
| Номер ступеня | Частота, Гц | Складове позначення за Гельмгольцем | Буквенне позначення за Гельмгольцем | Американська нотація | Сучасна музична нотація |
| ------------- | ----------- | ----------------------------------- | ----------------------------------- | -------------------- | ----------------------- |
| 1             | 32,703      | До1                                 | C1                                  | C1                   | Контроктава             |
| 2             | 36,708      | Ре1                                 | D1                                  | D1                   | Контроктава             |
| 3             | 41,203      | Мі1                                 | E1                                  | E1                   | Контроктава             |
| 4             | 43,654      | Фа1                                 | F1                                  | F1                   | Контроктава             |
| 5             | 48,999      | Соль1                               | G1                                  | G1                   | Контроктава             |
| 6             | 55,000      | Ля1                                 | A1                                  | A1                   | Контроктава             |
| 7             | 61,735      | Сі1                                 | H1                                  | B1                   | Контроктава             |

### Велика октава
Охоплює звуки з частотами від 65,406 Гц (включно) до 130,81 Гц.
У нотації Гельмгольца найменування ступенів записуються з великої літери без додаткових цифр або штрихів. У науковій нотації має номер 2
| Номер ступеня | Частота, Гц | Складове позначення за Гельмгольцем | Буквенне позначення за Гельмгольцем | Американська нотація | Сучасна музична нотація |
| ------------- | ----------- | ----------------------------------- | ----------------------------------- | -------------------- | ----------------------- |
| 1             | 65,406      | До                                  | C                                   | C2                   | Велика октава           |
| 2             | 73,416      | Ре                                  | D                                   | D2                   | Велика октава           |
| 3             | 82,406      | Мі                                  | E                                   | E2                   | Велика октава           |
| 4             | 87,307      | Фа                                  | F                                   | F2                   | Велика октава           |
| 5             | 97,999      | Соль                                | G                                   | G2                   | Велика октава           |
| 6             | 110,00      | Ля                                  | A                                   | A2                   | Велика октава           |
| 7             | 123,47      | Сі                                  | H                                   | B2                   | Велика октава           |

### Мала октава
Охоплює звуки з частотами від 130,81 Гц (включно) до 261,63 Гц.
У нотації Гельмгольца найменування ступенів записуються з маленької букви без додаткових цифр або штрихів. У науковій нотації має номер 3.
| Номер ступеня | Частота, Гц | Складове позначення за Гельмгольцем | Буквенне позначення за Гельмгольцем | Американська нотація | Сучасна музична нотація |
| ------------- | ----------- | ----------------------------------- | ----------------------------------- | -------------------- | ----------------------- |
| 1             | 130,81      | до                                  | c                                   | C3                   | Мала октава             |
| 2             | 146,83      | ре                                  | d                                   | D3                   | Мала октава             |
| 3             | 164,81      | мі                                  | e                                   | E3                   | Мала октава             |
| 4             | 174,61      | фа                                  | f                                   | F3                   | Мала октава             |
| 5             | 196,00      | соль                                | g                                   | G3                   | Мала октава             |
| 6             | 220,00      | ля                                  | a                                   | A3                   | Мала октава             |
| 7             | 246,94      | сі                                  | h                                   | B3                   | Мала октава             |

### Перша октава
Включає звуки з частотами від 261,63 Гц (включно) до 523,25 Гц. Середня октава звукоряду музичної системи.
У нотації Гельмгольца найменування ступенів записуються з маленької букви, праворуч зверху пишеться цифра 1 (або один штрих). У науковій нотації має номер 4
| Номер ступеня | Частота, Гц | Складове позначення за Гельмгольцем | Буквенне позначення за Гельмгольцем | Американська нотація | Сучасна музична нотація |
| ------------- | ----------- | ----------------------------------- | ----------------------------------- | -------------------- | ----------------------- |
| 1             | 261,63      | до1                                 | c1                                  | C4                   | Перша октава            |
| 2             | 293,67      | ре1                                 | d1                                  | D4                   | Перша октава            |
| 3             | 329,63      | мі1                                 | e1                                  | E4                   | Перша октава            |
| 4             | 349,23      | фа1                                 | f1                                  | F4                   | Перша октава            |
| 5             | 392,00      | соль1                               | g1                                  | G4                   | Перша октава            |
| 6             | 440,00      | ля1                                 | a1                                  | A4                   | Перша октава            |
| 7             | 493,88      | сі1                                 | h1                                  | B4                   | Перша октава            |

### Друга октава
Включає звуки з частотами від 523,25 Гц (включно) до 1046,5 Гц.
У нотації Гельмгольца найменування ступенів записуються з маленької букви, праворуч зверху пишеться цифра 2 (або два штрихи). У науковій нотації має номер 5
| Номер ступеня | Частота, Гц | Складове позначення за Гельмгольцем | Буквенне позначення за Гельмгольцем | Американська нотація | Сучасна музична нотація |
| ------------- | ----------- | ----------------------------------- | ----------------------------------- | -------------------- | ----------------------- |
| 1             | 523,25      | до2                                 | c2                                  | C5                   | Друга октава            |
| 2             | 587,33      | ре2                                 | d2                                  | D5                   | Друга октава            |
| 3             | 659,26      | мі2                                 | e2                                  | E5                   | Друга октава            |
| 4             | 698,46      | фа2                                 | f2                                  | F5                   | Друга октава            |
| 5             | 783,99      | соль2                               | g2                                  | G5                   | Друга октава            |
| 6             | 880,00      | ля2                                 | a2                                  | A5                   | Друга октава            |
| 7             | 987,77      | сі2                                 | h2                                  | B5                   | Друга октава            |

### Третя октава
Включає звуки з частотами від 1046,5 Гц (включно) до 2093,0 Гц.
У нотації Гельмгольца найменування ступенів записуються з маленької букви, праворуч зверху пишеться цифра 3 (або три штриха). У науковій нотації має номер 6
| Номер ступеня | Частота, Гц | Складове позначення за Гельмгольцем | Буквенне позначення за Гельмгольцем | Американська нотація | Сучасна музична нотація |
| ------------- | ----------- | ----------------------------------- | ----------------------------------- | -------------------- | ----------------------- |
| 1             | 1046,5      | до3                                 | c3                                  | C6                   | Третья октава           |
| 2             | 1174,7      | ре3                                 | d3                                  | D6                   | Третья октава           |
| 3             | 1318,5      | мі3                                 | e3                                  | E6                   | Третья октава           |
| 4             | 1396,9      | фа3                                 | f3                                  | F6                   | Третья октава           |
| 5             | 1568,0      | соль3                               | g3                                  | G6                   | Третья октава           |
| 6             | 1760,0      | ля3                                 | a3                                  | A6                   | Третья октава           |
| 7             | 1975,5      | сі3                                 | h3                                  | B6                   | Третья октава           |

### Четверта октава
Включає звуки з частотами від 2093,0 Гц (включно) до 4186,0 Гц.
У нотації Гельмгольца найменування ступенів записуються з маленької букви, праворуч зверху пишеться цифра 4 (або чотири штриха). У науковій нотації має номер 7
| Номер ступеня | Частота, Гц | Складове позначення за Гельмгольцем | Буквенне позначення за Гельмгольцем | Американська нотація | Сучасна музична нотація |
| ------------- | ----------- | ----------------------------------- | ----------------------------------- | -------------------- | ----------------------- |
| 1             | 2093,0      | до4                                 | c4                                  | C7                   | Четвертая октава        |
| 2             | 2349,3      | ре4                                 | d4                                  | D7                   | Четвертая октава        |
| 3             | 2637,0      | мі4                                 | e4                                  | E7                   | Четвертая октава        |
| 4             | 2793,8      | фа4                                 | f4                                  | F7                   | Четвертая октава        |
| 5             | 3136,0      | соль4                               | g4                                  | G7                   | Четвертая октава        |
| 6             | 3520,0      | ля4                                 | a4                                  | A7                   | Четвертая октава        |
| 7             | 3951,1      | сі4                                 | h4                                  | B7                   | Четвертая октава        |

### П'ята октава
Включає звуки з частотами від 4186,0 Гц (включно) до 8372,0 Гц. Найвища з використовуваних в музиці октав, переважно використовується лише її нижній ступінь.
У нотації Гельмгольца найменування ступенів записуються з маленької букви, праворуч зверху пишеться цифра 5 (або п'ять штрихів). У науковій нотації має номер 8
| Номер ступеня | Частота, Гц | Складове позначення за Гельмгольцем | Буквенне позначення за Гельмгольцем | Американська нотація | Сучасна музична нотація |
| ------------- | ----------- | ----------------------------------- | ----------------------------------- | -------------------- | ----------------------- |
| 1             | 4186,0      | до5                                 | c5                                  | C8                   | П'ята октава            |
| 2             | 4698,6      | ре5                                 | d5                                  | D8                   | П'ята октава            |
| 3             | 5274,0      | мі5                                 | e5                                  | E8                   | П'ята октава            |
| 4             | 5587,7      | фа5                                 | f5                                  | F8                   | П'ята октава            |
| 5             | 6271,9      | соль5                               | g5                                  | G8                   | П'ята октава            |
| 6             | 7040,0      | ля5                                 | a5                                  | A8                   | П'ята октава            |
| 7             | 7902,1      | сі5                                 | h5                                  | B8                   | П'ята октава            |